# George Goyder

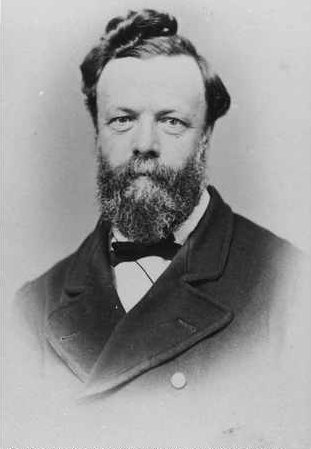
George Goyder

George Woodroffe Goyder (* 24. Juni 1826 in Liverpool; † 2. November 1898 in Adelaide) war ein australischer Geodät und Leiter der Vermessungsbehörde, die 1869 Darwin gründete.

## Biografie
Goyder wurde im englischen Liverpool geboren. Sein Vater war Arzt. Später lebte Goyder mit seiner Familie in Glasgow. Er arbeitete in einem Ingenieurbüro und studierte Vermessungswesen. Mit 22 Jahren, im Jahre 1848, siedelte er mit Schwester und Schwager nach Sydney um. Dort arbeitete er eine Zeit lang für eine Auktionsfirma und zog 1851 nach dem südaustralischen Adelaide um und bekam eine Stelle als technischer Zeichner im öffentlichen Dienst. 
Er machte schnell Karriere, stieg 1856 zum Assistenten des Chefs des Vermessungsamtes auf und übernahm 1861 die Leitung.

### Darwin
Goyder war verantwortlich für die Standortwahl, die Planung und die Gründung von Darwin, die Hauptstadt des Northern Territory. Entscheidend war das Trinkwasserangebot und die gute Verkehrsanbindung zu See und zu Land zum Rest des Kontinents. Darwin war nach dem gescheiterten Ansiedlungsversuch von Boyle Finniss in Escape Cliffs der zweite, nun erfolgreiche Versuch, eine dauerhafte Ansiedlung im Northern Territory zu etablieren. 
Goyder wurde von der Regierung von South Australia (wozu damals das Northern Territory gehörte) beauftragt, eine Stadtplanung für die derzeit noch Palmerston genannte Hauptstadt zu erstellen. 1869 reiste Goyder mit einem Team von 128 Männern von Port Adelaide in den Hafen von Darwin. Er wählte Fort Point in der Nähe des Hafens von Darwin aus und gründete weitere Siedlungen mit Namen Daly, Southport und Virginia. Im Jahr 1872 wurde Darwin über eine unterseeische Telegrafenlinie über Indonesien mit England verbunden. 1911 wurde Palmerston in Darwin umbenannt. Der Name Palmerston blieb für die Satellitenstadt, die sich um Darwin herum gebildet hatte.

## Würdigung
Nach George Goyder wurden der Mount Woodroffe, der höchste Berg Südaustraliens, der Goyder-Krater, der Goyder Highway,  der Goyder (Fluss) und die Goyder Lagoon benannt. Auch der Name der sogenannten Goyder-Linie des Niederschlages, die das Land klimatisch zwischen bepflanzbarem Farmland einerseits und Weideland andererseits abgrenzt, geht auf ihn zurück.